# Wydział zabójstw
Wydział zabójstw – amerykański kryminał z 1991 roku.

## Główne role
- Joe Mantegna – Bobby Gold
- William H. Macy – Tim Sullivan
- Vincent Guastaferro – Porucznik Senna
- J.J. Johnston – Jilly Curran
- Ving Rhames – Randolph
- Jack Wallace – Frank
- Lionel Mark Smith – Charlie Olcott
- Roberta Custer – Cathy Bates
- Charles Stransky – Doug Brown
- Paul Butler – Komisarz Walker
- J.S. Block – Dr Klein
- Rebecca Pidgeon – Pani Klein

## Fabuła
Agenci FBI organizuje obławę na czarnoskórego handlarza narkotyków Randolpha, jednak ten ucieka. Sprawę dostają gliniarze z wydziału zabójstw – Robert Gold i Tim Sullivan. W drodze widzą jak policja trafia do pewnego sklepu – w środku zostaje znaleziona martwa właścicielka, pani Klein. Mówiono o niej, że posiadała majątek. Gold zostaje odłączony od sprawy Randolpha i przydzielony do wyjaśnienia zabójstwa pani Klein. Gold sam jest Żydem, ale nie jest głęboko religijny. Rodzina przypuszcza, że stoi za tym organizacja antysemicka. Prawda okaże się inna niż się spodziewano...